# فرودگاه سنوی
فرودگاه سنوی (به انگلیسی: Sennoy (airport)) یک فرودگاه نظامی است که یک باند فرود بتن دارد و طول باند آن ۲۵۰۰ متر است. این فرودگاه در کشور روسیه قرار دارد و در ارتفاع ۳۸ متری از سطح دریا واقع شده است.